# FSO Polonez
Az FSO Polonez egy középkategóriás autó, melyet a lengyel Fabryka Samochodów Osobowych autógyártó készített 1978 és 2002 között. A kocsi eleinte a Polski Fiat 125p modernizált, ferde hátú karosszériás változatának számított, de később teljesen önálló, különböző karosszériákkal és motorokkal készülő modell lett. Nevét a lengyel táncról, a polonézről kapta.

## Háttér
A kezdetekben az FSO Polonez a szintén a Fabryka Samochodów Osobowych által, Fiat licenc alapján gyártott Polski Fiat 125p modernizált, új karosszériás változataként készült. Ugyanarra az alvázra épült és műszaki felépítése is ugyanolyan volt, mint a Polski Fiaté, az 1,3 és 1,5 literes motorok is szinte teljesen megegyeztek, azzal a különbséggel, hogy a Polonezbe kerülők modernebb hengereket és karburátort kaptak. Külseje ezzel szemben teljesen eltérő volt, egy teljesen új, ferde hátú karosszériát kapott, melyet Giorgetto Giugiaro tervezett. A tervek szerint a kocsi az 1980-as években megkapta volna a Fiat dupla vezérműtengelyes, kétliteres motorját, de a gyárnál fellépő anyagi problémák ekkor még lehetetlenné tették az újabb Fiat licenc megvásárlását, így csak kevés ilyen darab készült. Többek között ez is volt az oka annak, hogy a Polonez és a 125p gyártása több mint egy évtizeden keresztül párhuzamosan folyt. Mi több, a gyár csak akkor vezetett be valamilyen technikai újítást, ha azt mindkét modellen alkalmazni lehetett. Ez a helyzet 1991-ben változott meg, amikor a 125p gyártása befejeződött.
A Polonez egyik nagy előnye a biztonságossága volt. 1978-ban ez volt az egyetlen kelet-európai autó, melyet úgy építettek, hogy megfeleljen az Amerikai Egyesült Államok biztonsági szabványainak. 1994-ben az Európai Unió szabályai által előírt törésteszteken is részt vett a kocsi, mely a további export szempontjából volt szükséges. A Polonez remekül szerepelt a teszteken. A felhasznált, 1,9 literes dízelmotoros változat 50 km/h-s sebességgel ütközött neki egy betonfalnak és annak ellenére, hogy nem volt benne energiaelnyelő zóna, mind a négy ajtaja gond nélkül nyitható maradt, a tesztbábukon nem keletkeztek komoly sérülések és az üzemanyag sem kezdett szivárogni vagy folyni.

## Modellváltozatok
Az évek alatt az FSO Polonez sokféle változatban és karosszériával megjelent. Ezek a következők voltak:
- A hagyományos ötajtós ferde hátú (ez volt az elsőként megjelent változat).
- A négyajtós szedán (FSO Polonez Atu, egyes országokban FSO Celina). Az első ilyen változatot 1994-ben mutatták be, de a tömeggyártás csak 1996-ban kezdődött meg.
- Az ötajtós kombi. Ezt szintén 1994-ben mutatták be először, de a sorozatgyártás 1999-ben indult be.
- A kétajtós pick-up, melyet Truck néven árultak és 1987-ben mutattak be.
- A szintén kétajtós pick-up, meghosszabbított utastérrel, kis hátsó ülésekkel.
- A Truck Roy nevű hosszított, négyajtós pick-up, melyet 1997-ben mutattak be és utasterének mérete megegyezett a szedánéval és a kombiéval.
- A különleges karosszériájú szervizautó.
- A külön a lengyel tűzoltóság számára készült változat.
- A Cargo nevű kisáruszállító variáns, mely a kombi karosszériájára épült, magasabb és hosszabb hátsó résszel, mely fém merevítőrudakkal megerősített PVC elemekből épült fel. Ebből a karosszériaváltozatból mentőautók is készültek. Ezt 1993-ban mutatták be.
- A háromajtós kupé, melynek ajtaja hosszabbak, B-oszlopa szélesebb, C-oszlopa pedig más kinézetű volt, mint a hagyományos FSO Polonezé. Körülbelül mindössze 50 darab készült belőle
- A háromajtós ferde hátú, mely szinte teljesen megegyezett a hagyományos Polonezzel, azzal a különbséggel, hogy nem voltak hátsó ajtajai. Ebből a változatból körülbelül 300-1000 darab készült.

Emellett több prototípus is készült, melyek aztán nem kerültek sorozatgyártásra. Ilyen volt például A Polski Fiat 125p pick-up változatának platójával elkészített vagy a lenyíló raktérajtók nélküli pick-up. Emellett elkészült még egy Analog névre hallgató, négykerék-meghajtású, hidropneumatikus futóművel szerelt, pick-up felépítésű terepjáró, egy ugyanilyen összkerekes változat, offroad-futómű nélkül és egy, a végleges változattól meglehetősen különböző szedán is.

## Modelltörténet

### Fejlesztés
1970-ben a Fiatnál megkezdődött az ESV (Experimental Safety Vehicle – Kísérleti Biztonsági Autó) projekt, melynek során elkészült egy, a különböző  modern biztonsági technikákat ötvöző prototípus. 1974-ben az FSO úgy döntött, hogy ezt a kísérleti darabot felhasználja egy új autó megépítéséhez. A gyár tervezője, Zbigniew Watson Giorgetto Giugiaróval és Walter da Silvával közösen dolgozott azon, hogy az ESV prototípus jól illeszkedjen a Fiat 125 alvázára és megfelelően elhelyezhető legyen benne annak belsőtere. 1975-ben készült el az első "Polski" névre keresztelt próbaváltozat a Fiatnál, melyet aztán Lengyelországba küldtek, az FSO-hoz.

### Bemutatás
Az FSO Polonez sorozatgyártása 1978 májusában indult meg, ugyanebben az évben került hivatalosan is bemutatásra az FSO Polonez 1300 és 1500. Egy évvel később megjelent az FSO Polonez 2000 Rally nevű raliváltozat, mely a Monte Carlo Rallyn mutatkozott be. Ebből a változatból korlátozott számban utcai verzió is készült, FSO Polonez 2000 néven, 1995 cm³-es, 110 lóerős, dupla vezérműtengelyes Fiat motorral. Ebbe ötsebességes sebességváltó került, 12 másodperc alatt gyorsult nulláról száz km/h-ra és 175 km/h-s sebességre volt képes. Ebből a változatból többnyire csak kormányembereknek jutott. 1980-ban megjelent az 1300 és az 1500 háromajtós változata, melyből 1983-ig mindössze körülbelül 300 darab készült.
1981-ben került piacra az addigiaknál olcsóbb, leegyszerűsített változat, melynek az oldalán nem voltak gumicsíkok, a lökhárítójára nem került króm díszcsík, hiányzott róla a hátsó ablaktörlő, a ködlámpák, nem volt benne csomagtér-takaró és fordulatszámmérő sem. Az ülések és a csomagtér borításához egyszerű vászont használt a gyár. Emellett ugyanakkor megjelent a luxusfelszereltségű, 1500 X nevű verzió, melybe 1481 cm³-es, 80 lóerős motor, ötfokozatú sebességváltó, 4:3-as áttételű differenciálmű és rádió is került. A kocsit belföldön árulták, de többnyire csak amerikai dollárért lehetett hozzájutni.
1982-ben bemutatásra került a háromajtós, kupékarosszériás FSO Polonez 1500 Coupé, melybe a hagyományos 1481 cm³-es motor került, azzal a különbséggel, hogy a típus történetében először elektromos gyújtással szerelték és ebben volt először megoldható, hogy a motor hideg időben előmelegített levegőt szívjon, ami üzemanyagtakarékossági szempontból volt fontos. Ebből a változatból mindössze néhány tucat készült.

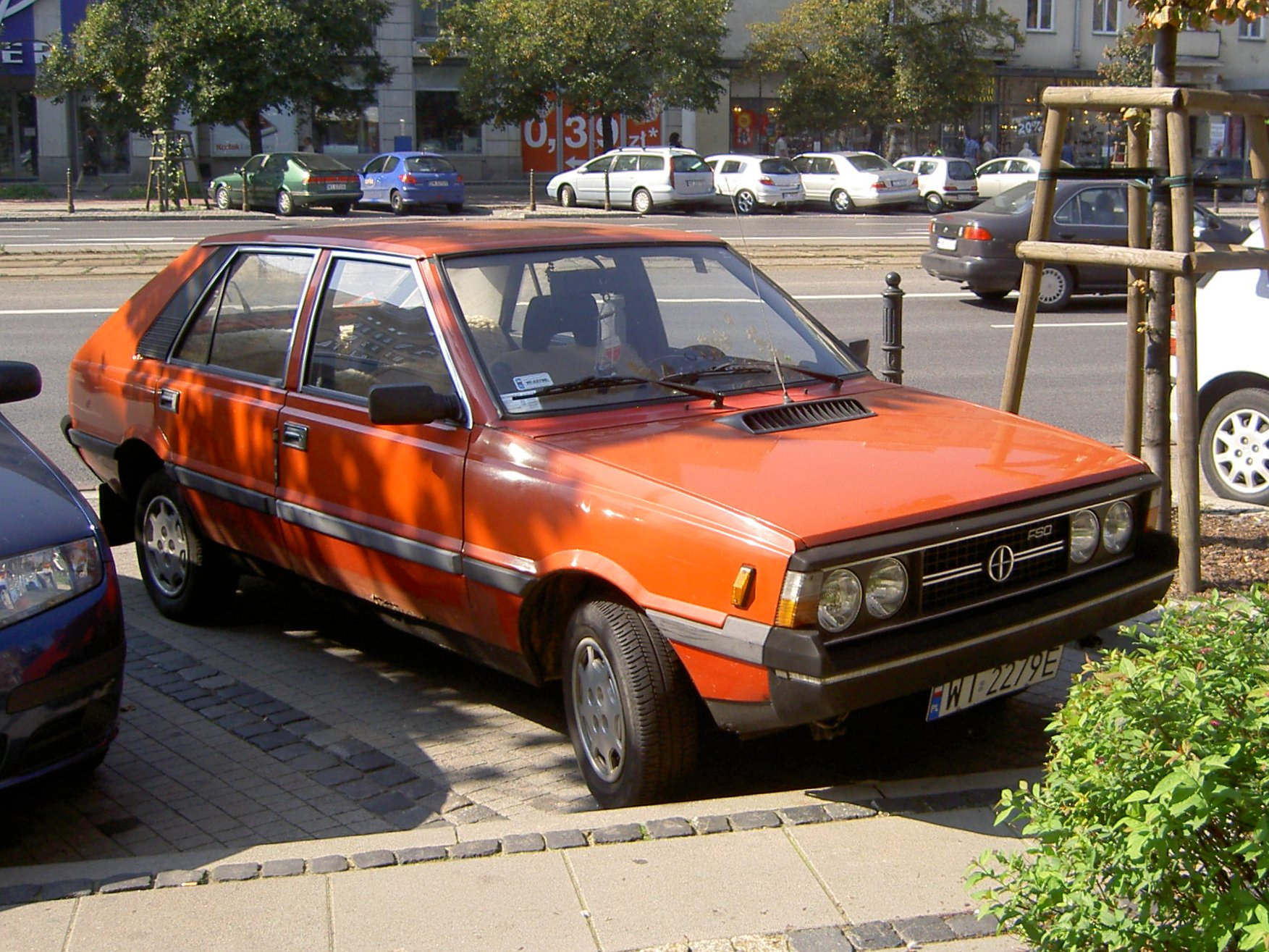
1983-as FSO Polonez

1983-ban az FSO Fiat 125-tel kapcsolatban kötött licencszerződése lejárt a Fiattal, így nem használhatta tovább a Polski Fiat márkanevet a Polski Fiat 125p esetében. Ennek hatására az autó neve FSO 125p-re változott és a típusjelölések is átalakultak a 125p és a Polonez esetében is. Innentől kezdve a hengerűrtartalom nem "1300"-ként és "1500"-ként került megjelölésre a típusnévben, hanem "1.3"-ként és "1.5"-ként.
Ugyanebben az évben került bemutatásra az FSO Polonez 2.0 D Turbo, melybe az olasz VM Motori által gyártott HR 488 turbófeltöltős dízelmotor került. Ez 1995 cm³-es volt, 83 lóerős teljesítmény leadására volt képes 4300-as fordulatszámon és 163 Nm-es nyomatékot produkált 2500-as fordulaton. Az autót 20 másodperc alatt gyorsított fel 100 km/h-ra és 146 km/h-s végsebesség elérésére tette képessé. Fogyasztása 7,1/10,6/10,0 liter volt 100 kilométeren, a használat helyétől függően.
1984-ben elkészült az FSO Polonez 2000 Turbo nevű háromajtós raliváltozat, mely soha nem esett át a homologizációs folyamaton. Ennek a kupéhoz hasonló karosszériája volt, az eleje azonban jobban hasonlított a hagyományos Polonezekre. A kocsiba többnyire turbófeltöltős, 1995 cm³-es Fiat motor került, de egyes darabokat kompresszorral szereltek a nagyobb nyomaték érdekében. Egy évvel később megjelent a hagyományos ötajtós utcai változatnak egy új variánsa, melyre a Coupé eleje került. 1986-ban megindult az 1.5 Turbo nevű verzió sorozatgyártása, melyből raliváltozat is készült, 1.5C Turbo néven, melyet gyakran "Vaseső"-ként emlegettek.

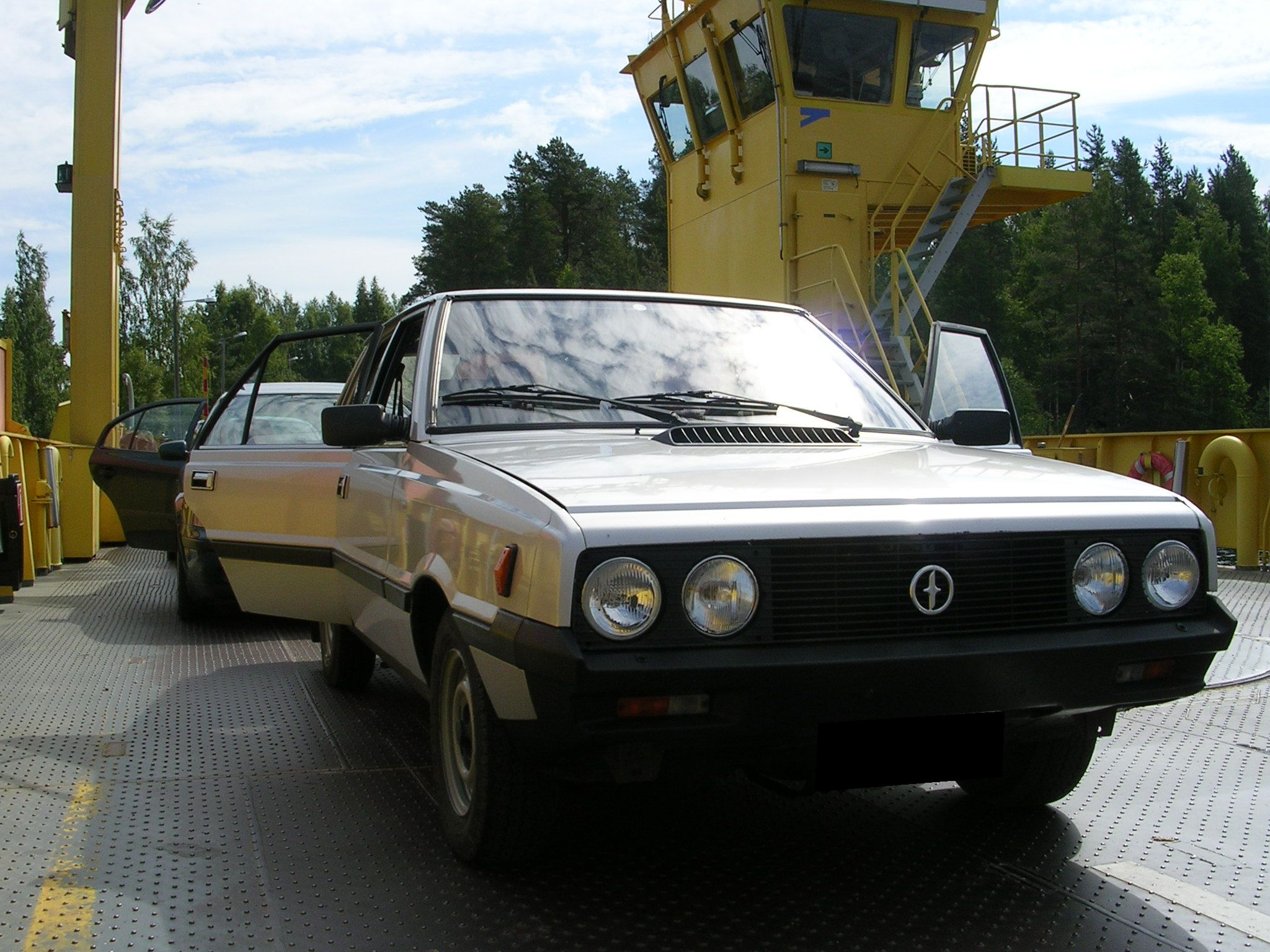
Polonez MR'87

1987-ben piacra került a Polonez 1.6 LE, melybe soros négyhengeres 1598 cm³-es motor került, mely 86 lóerős teljesítményt képes leadni 5200-as fordulatszámon és 132 Nm-es nyomatékot 3800-as fordulaton. Ez a változat 155 km/h-s végsebességre volt képes. Csak nagyon kevés készült belőle. Ugyanekkor a Polonezek karosszériája valamelyest megváltozott, a csomagtérajtón elhelyezett, különálló műanyag légterelő eltűnt és maga az ajtó vált csúcsosabb kialakításúvá. Emellett a típuselnevezési rendszerben is változás lépett fel, megjelentek az "S"-kezdetű  modellek, melyek nevében az "S" betű a C-oszlopon elhelyezett kis ablakra utalt. Ez a rendszer csak elméletben működött, a gyakorlatban gyakran olyan autók is "S"-sel kezdődő jelölést kaptak, melyek C-oszlopába nem került ablak. Ekkoriban a következő modellváltozatok voltak megvásárolhatóak: 1.3 SCE, 1.3 SL, 1.3 SLE, 1.5 CE, 1.5 L, 1.5 LE, 1.5 SCE, 1.5 SL, 1.5 SLE, 1.6 SLE és 2.0 SLE
1988-ban elkészült az FSO Polonez 1.5 Turbo, 1481 cm³-es, 188 lóerős (7000-es fordulatszámon) és 240 Nm-es nyomatékú (3200-as fordulatszámon motorral. Ez a kocsi kifejezetten A osztályos ralira készült, 8,5 másodperc alatt gyorsult fel 100 km/h-ra és 220 km/h volt a végsebessége. 1989 decemberében jelent meg az 1.5 SLE Turbo, mely szintén 1481 cm³-es, turbófeltöltős motorral készült 8,5:1 sűrítési aránnyal. Ez 105 lóerős teljesítményt adott le 6000-es fordulaton és 180 Nm-es nyomatékot 3200-as fordulatszámon. Ez 11 másodperc alatt gyorsította 100 km/h-ra az autót és 180 km/h-s végsebességre tette képessé. Később ebből készült egy katalizátoros, 94 lóerős változat is. A turbófeltöltős Polonezek többnyire raliversenyekre készültek, de külön kérésre az utcai változatokba is beépíthető volt a turbó.
Szintén 1988-ban készült el a Polonez mentőautó és kisáruszállító (van) változatának prototípusa is, melyek a pick-up variánson alapultak, de felfüggesztésük alacsonyabb volt és a raktérre plusz oldalajtók kerültek.
1989-ben piacra került a Polonez MR'89, modellfrissítésen átesett változat, mely új hátsólámpákat kapott, a csomagtartófedél alja egészen a lökhárítóig leért, a hátsó ablaktörlő az eddigiekkel ellentétben vízszintesen állt és hosszúkás oldalindexek kerültek az első ajtók közelébe. 1989 januárjában, az Amszterdami Autószalonon bemutatkozott az első katalizátoros Polonez (kizárólag 1,5 literes motorral). Ugyanekkor elkészült egy változat. az olasz Fratelli Negri Motori által épített 1366 cm³-es, turbódízel motorral és ötsebességes váltóval. Ennek Polonez Piedra 1.3 Turbodiesel volt a neve és a belga piacra készült. A motor 60 lóerős teljesítmény leadására volt képes 4500-as fordulaton, az autó végsebessége pedig 155 km/h volt.

### Az 1990-es évektől

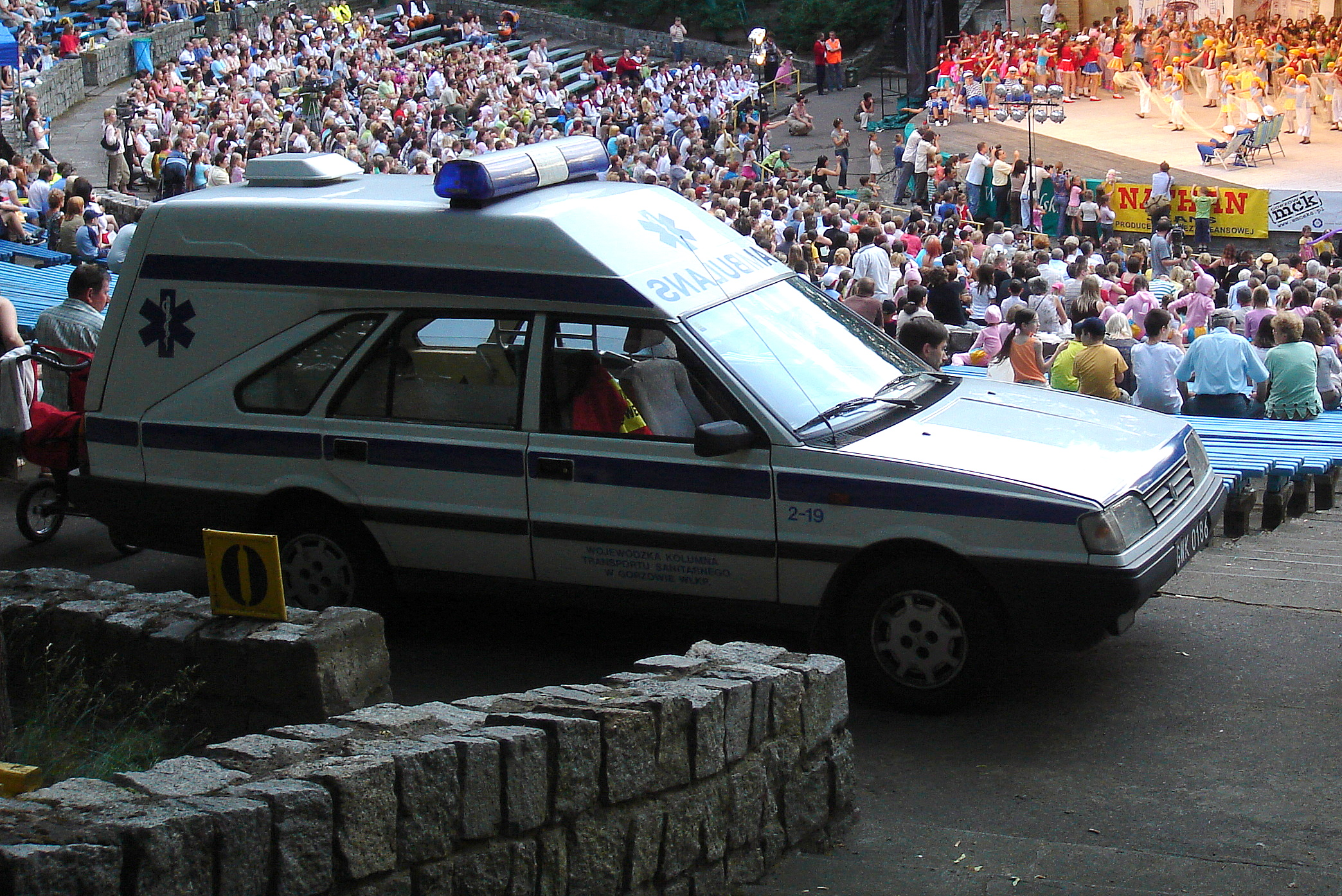
Mentőautó változat

1990-ben a kínálatba került az FSO Polonez 2.0 SLE, melybe a Ford kétliteres, 102 lóerős motorja került. Ez 12,5 másodperc alatt gyorsult százra és 165 km/h volt a végsebessége. 1991-ben befejeződött az FSO 125p és vele együtt az 1295 cm³-es motor gyártása is. Ekkor egy időre leállt az FSO exportja az Egyesült Királyság felé. Ugyanekkor az FSO Polonez Caro külseje megújult, új fényszórókat és hűtőrácsot kapott, melyek az FSO Wars nevű prototípusra emlékeztettek, mely eredetileg a Polonez utódja lett volna. Emellett új lökhárítók kerültek az autóra, megújult a kormány és a műszerfal is, valamint a kocsi elejének a felépítése is erősebbé vált ütközésvédelmi szempontból. Szintén ekkor jelent meg az FSO Polonez Caro 1.9 GLD, 1905 cm³-es Citroën dízelmotorral. Ez 67 lóerős teljesítmény és 120 Nm-es nyomaték leadására volt képes és 140 km/h-s végsebességet tett lehetővé. Ez a változat Európa nagy részén kapható volt.

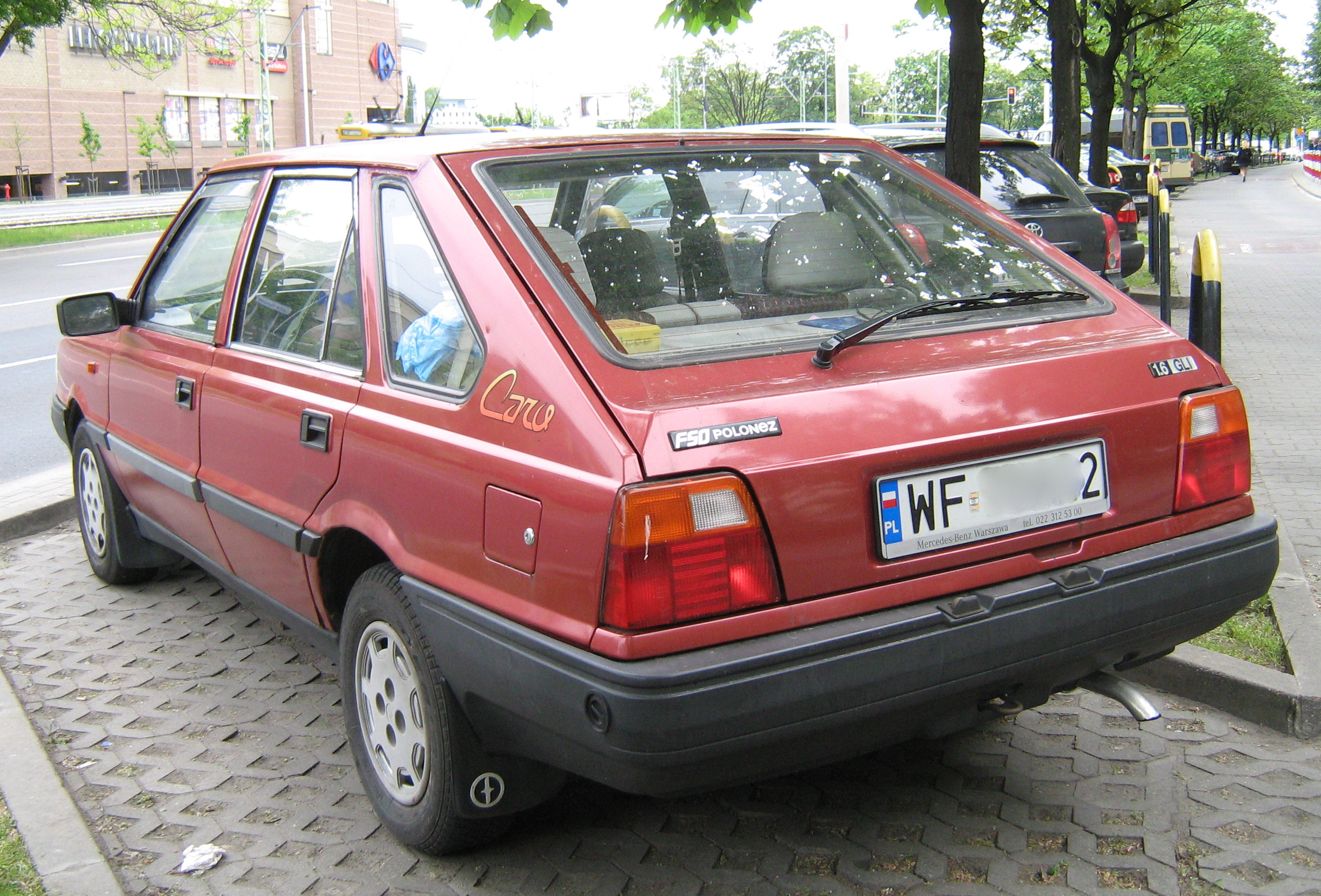
1993-as Polonez Caro

1992-ben megjelent két újabb modell, az 1.5 GLI és az 1.6 GLI, melyekbe ABIMEX egypontos üzemanyag-befecskendező rendszer került és katalizátorral, valamint anélkül is kapható volt. 1993 augusztusában a Polonez újabb modellfrissítésen esett át, melynek keretében nyomtávja 60 milliméterrel szélesebb lett, a lébeömlő nyílás a motorháztetőről átkerült a szélvédő elé, az ablaktörlők hosszabb karokat kaptak, így megnőtt az általuk megtisztított terület. A műszerfalra kerek számlapos sebesség- és fordulatszámmérő, világító kapcsolók és fényszórómagasság állító került, a szellőztető nyílások száma pedig kettőről négyre emelkedett. Ugyanezen év decemberében mutatta be az FSO a Polonez 1.4 GLI 16V-t, mely 1396 cm³-es, 102 lóerős Rover motorral készült, 11,9 másodperc alatt gyorsult százra és 178 km/h volt a végsebessége. 1994-ben ugyanebből a változatból készült egy versenyautó is, 123 lóerős teljesítménnyel, 130 Nm-es nyomatékkal és 205 km/h-s végsebességgel, mely holland versenyeken vett részt.
Ekkoriban jelent meg a később FSO Polonez Atu névre keresztelt négyajtós szedán változat prototípusa, teljesen új műszerfallal és kárpitozással, valamit új hátsó felfüggesztéssel. Utóbbi merev tengelyből, hosszanti lengőkarokból és spirálrugókból állt. A hátsólámpák ugyanazok maradtak, mint a ferde hátú változaton. Szintén bemutatásra került kétféle kombi próbaváltozat és a pick-upon alapuló, négykerék-meghajtású terepjáró, az FSO Analog 4WD. Ugyanekkor az Egyesült Királyság felé is újraindult az export, ahol az ott FSO Caro néven ismert FSO Polonez 1.6 és 1.9 D, valamint az FSO Truck (pick-up) volt kapható.

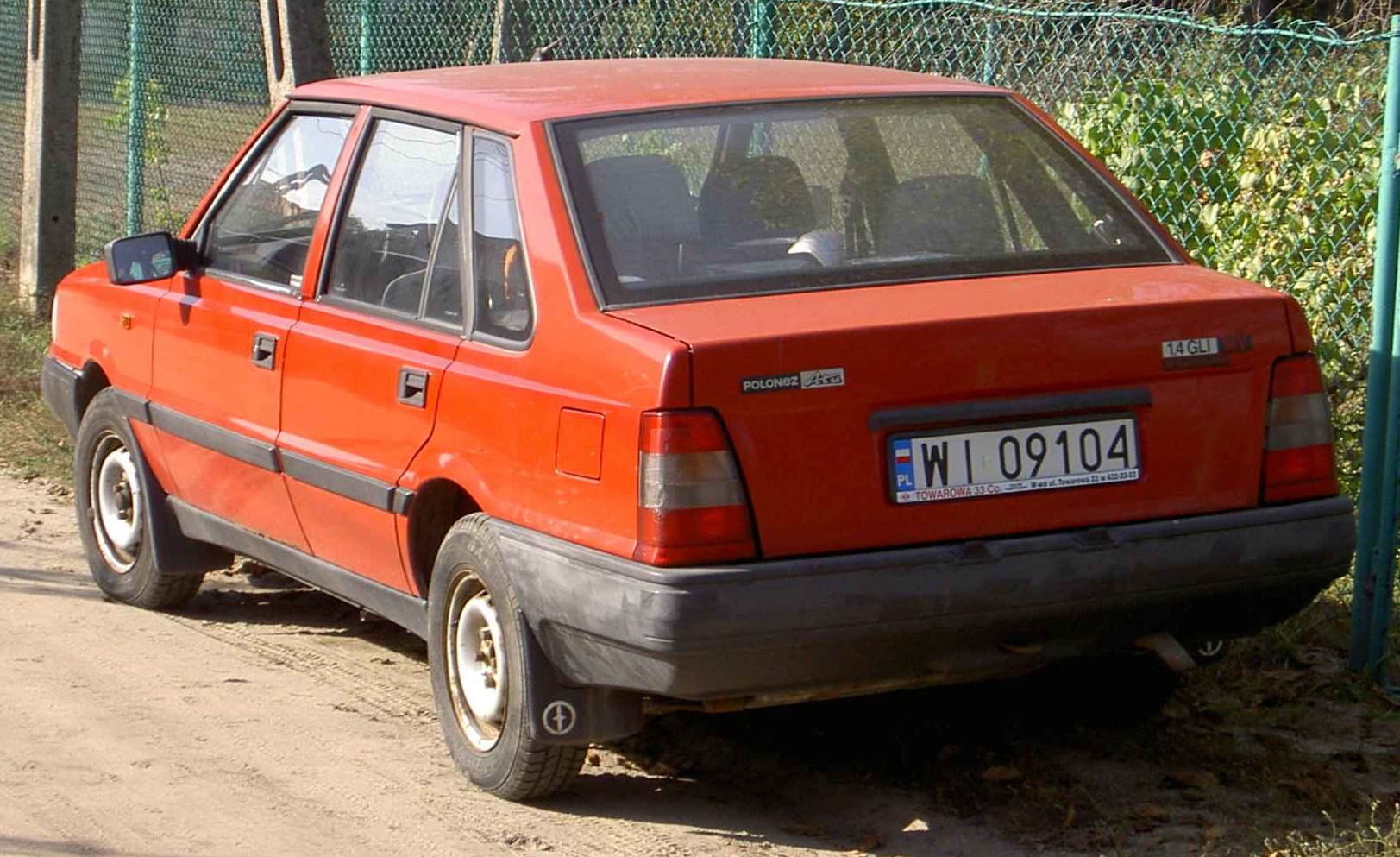
FSO Polonez Atu

1995-ben egy újabb prototípusa jelent meg a szedánnak, a Poznańi Autószalonon, melynek már a hátsó lámpái is megújultak és Lucas fékek kerültek bele. 1996 februárjában került piacra az első sorozat a szedánból, FSO Atu néven, 1,6 literes motorral, ezek a darabok gyártása 1995 decemberében kezdődött meg. Később az autó neve FSO Polonez Atu lett, az ATU biztosítócég tiltakozása miatt. A sorozatgyártás júniusban vette kezdetét a Polonez Atu 1.6 GLI és a Polonez Atu 1.4 GLI V16 típusokkal, míg nagyon kis darabszámban 1.9 GLD jelzésű autók is készültek, dízelmotorral. Ugyanekkor a Polonez Caro 1.9 GLD gyártása befejeződött.
1997 márciusában megkezdődött az új műszerfalat, hűtőrácsot és lökhárítókat kapott Caro Plus és az Atu Plus sorozatgyártása. Ugyanezen év nyarán megszűnt az export Hollandia felé, innentől a Polonez személyautó változatait csak Lengyelországban árulták. Augusztusban a Daewoo Motorral kötött együttműködési szerződés keretein belül legördült a gyártósorról az első Daewoo-FSO Lanos 1.5 S. Decemberben bemutatták az új FSO Polonez Caro Plust és Atu Plus 1.6 GSI-t, Delphi hengerenkénti üzemanyag-befecskendezéssel, 1598 cm³-es, 83 lóerős motorral, 155 km/h-s végsebességgel és új kilincsekkel.

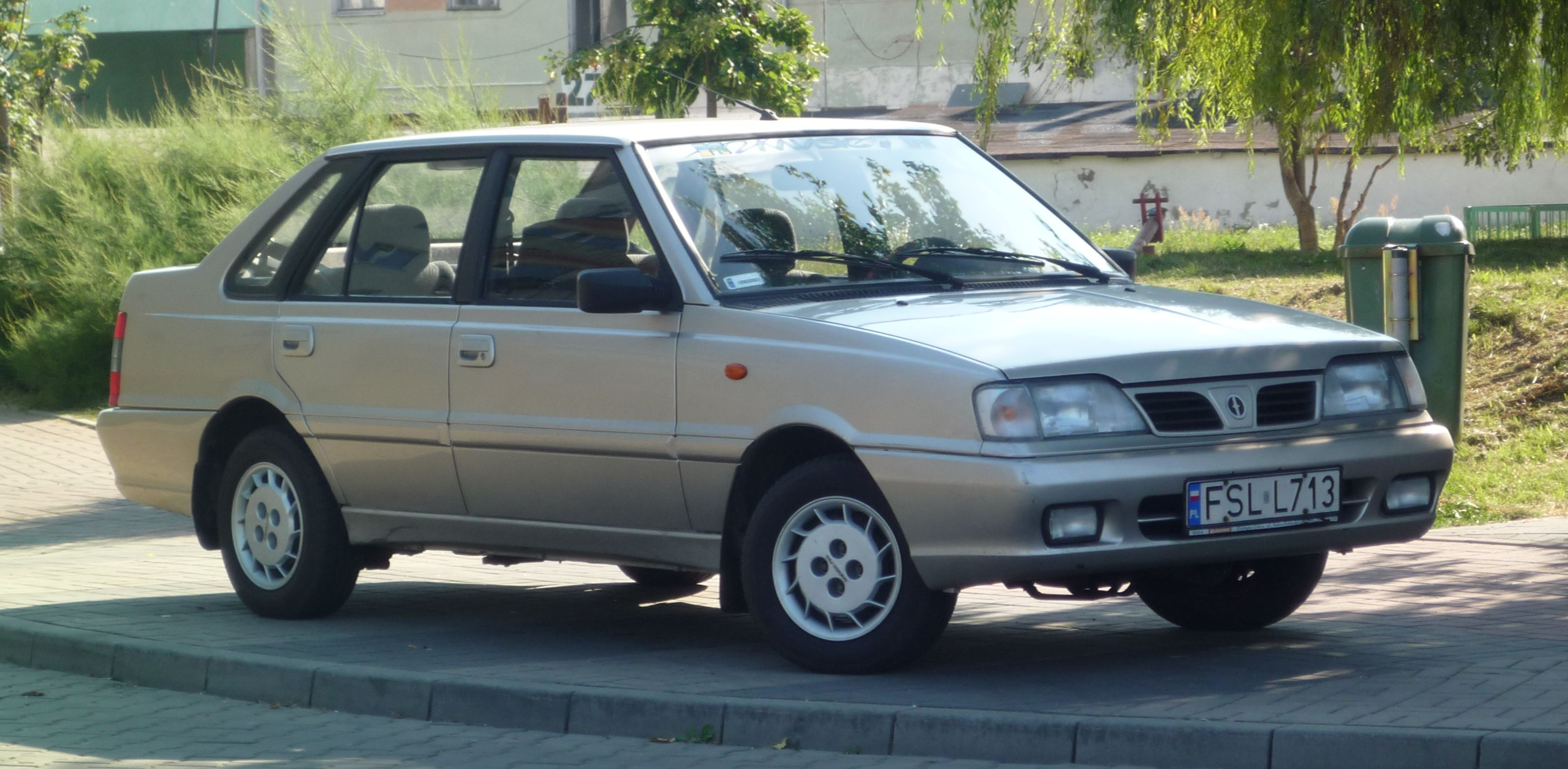
Daewoo-FSO Polonez Atu Plus

1998-tól Olaszországban a Daewoo kereskedésekben lehetett megvásárolni az FSO Truckot. Ugyanezen év májusában került először nagyközönség előtt bemutatásra az új kombi prototípus, az FSO Polonez Kombi Plus. 1999 februárjában kezdődött meg ennek a próbagyártása, Daewoo-FSO Polonez 1.6 GSi MPI néven. A tömeggyártás áprilisban vette kezdetét, személyautó és kisáruszállító változatok is készültek, melyekbe 1,6 literes motor került. A kocsiba új, a Daewoo Nubirából származó kormánykerék került és könyöktámaszokkal is felszerelték a nagyobb kényelem érdekében. A hivatalos bemutatóra 1999 májusában került sor, a Poznańi Autószalonon és júniusban vált megvásárolhatóvá a típus.
2000-ben ismét megváltozott a Polonezek hűtőrácsa és körülbelül 200 darab klímás példány is elkészült, melyeket a nyári hónapokban adtak el, 1200 złotys felárért. 2001 nyarán szintén eladásra került néhány klímával felszerelt Polonez, de ekkor már csak 1000 złotyval kellett többet fizetni értük.
2002 első negyedévében elkészült az utolsó FSO Polonez személyautó. Mivel a gyárban eleinte csak ideiglenesre tervezték a gyártás leállítását, a Daewoo-FSO semmilyen ceremóniát nem szervezett ezen alkalomra. 2003-ban egy újonnan alapult cég, a Polska Fabryka Samochodów szerette volna újra beindítani a Polonez Truck gyártásár, Poltruck néven, új karosszériával, de a projekt végül csak néhány tesztdarabig jutott.

## A Polonez a külföldi piacokon

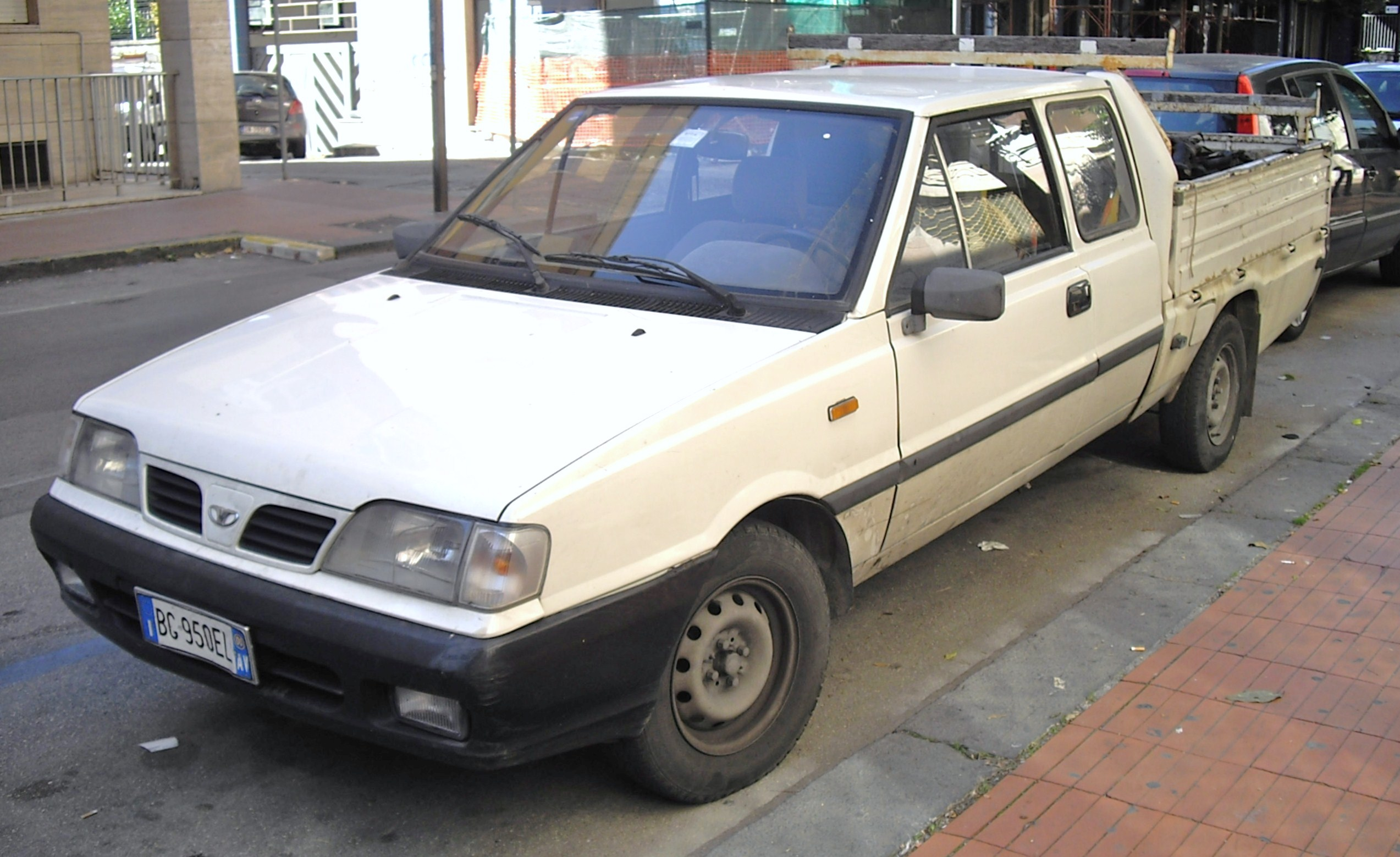
Daewoo-FSO Polonez Truck Plus

A Polonezt sok országba exportálták, így például Hollandiába, Spanyolországba, Bolíviába, Argentínába, az Egyesült Királyságba, Kínába, Görögországba, Portugáliába, Olaszországba és Finnországba is. Az autó összeszerelése Egyiptomban is folyt, ahová Lengyelországból egységcsomagokban érkezett. Az afrikai országban a Polonez népszerű modellnek számított. Az 1980-as évek végén Új-Zélandra is került 150 darab. Az 1980-as évek végétől az 1990-es évek elejéig Chilébe és Kolumbiába is szállítottak Polonezeket, utóbbi országban rendőrautóként és taxiként használták a kocsikat. Egyes országokban az autót FSO Celina, FSO Caro és FSO Prima néven árulták.
Az export az Egyesült Királyság felé 1997-ben szűnt meg, míg a többi nyugat-európai ország felé legalább egy évig folytatódtak a szállítások. Ennek leginkább a szigorodó károsanyag-kibocsátási szabályozások voltak az okai.

## Fogadtatás
Az FSO Polonezt sok kritika érte gyenge teljesítménye miatt, kivéve azokat a modelleket, melyek kétliteres Fiat, Ford vagy 1,4 literes Rover motorral készültek, ennek ellenére komoly pozitívum volt, hogy az autó alkatrészei olcsók és könnyen hozzáférhetőek voltak. 1992 után a minőség javulásnak indult, különösen azután jelentkezett nagy változás, hogy az FSO együttműködési szerződést kötött a Daewoo Motorral. Az 1997-ben bemutatott PLUS sorozatba több modern felszerelés is került, egyes darabokat például klímával láttak el.
A Polonez gyártása 24 éven keresztül folyt, a kocsi legnagyobb előnye alacsony ára volt a vetélytársaival szemben. A típus iránti kereslet azonban fokozatosan csökkent, ezért az utolsó időszakban már csak a pick-up változatot gyártották, ami közkedvelt volt alacsony ára, megbízhatósága és nagy terhelhetősége miatt. Egyes változatok akár egy tonna terhet is elbírtak.
A Polonezek jelenleg sem számítanak ritka látványnak Közép- és Kelet-Európa egyes országaiban, természetesen Lengyelországban található belőle a legtöbb, de a 2004 májusi, Európai Unióhoz való csatlakozás óta ott is szívesebben vásárolják az emberek az olcsóbban beszállítható és hozzáférhető nyugat-európai használt autókat.